# Metacharis sylvestra
Metacharis sylvestra är en fjärilsart som beskrevs av Ménétriés 1855. Metacharis sylvestra ingår i släktet Metacharis och familjen Riodinidae. Inga underarter finns listade i Catalogue of Life.